# Râul Valea Largă, Râul Târgului
Râul Valea Largă este un râu afluent al Râului Tàrgului.